# Paixtzán
Paixtzán är en ort i Mexiko.   Den ligger i kommunen Tanlajás och delstaten San Luis Potosí, i den centrala delen av landet, 250 km norr om huvudstaden Mexico City. Paixtzán ligger 249 meter över havet och antalet invånare är 392.
Terrängen runt Paixtzán är kuperad åt sydost, men åt nordväst är den platt. Runt Paixtzán är det ganska tätbefolkat, med 111 invånare per kvadratkilometer. Närmaste större samhälle är Ejido San José Xilatzén, 2,0 km norr om Paixtzán. I omgivningarna runt Paixtzán växer huvudsakligen savannskog.